# 14122 Josties
14122 Josties (1998 QA55) là một tiểu hành tinh vành đai chính.